# Teorema de Landau-Yang
En mecànica quàntica, el teorema de Landau–Yang és una regla de selecció per a partícules que decauen en dos fotons reals. El teorema, que rep el seu nom dels físics teòrics Lev Landau i Chen Ning Yang que el van proposar, afirma que una partícula massiva amb espín 1 no pot decaure en dos fotons.
Un fotó s'ha d'interpretar com una partícula amb espín 1, sense massa i sense graus interns de llibertat. El fotó és la única partícula coneguda amb aquestes propietats.
Les regles de selecció, indicant quines desintegracions són permeses i quines prohibides, i amb quina probabilitat els fotons tenen una polarització determinada, depenen de l'espín S i de la paritat P de la partícula que es desintegra:
| Espín                        | Paritat              | Polarització dels fotons de decaïment | Polarització dels fotons de decaïment |
| de la partícula mare         | de la partícula mare | paral·lela                            | ortogonal                             |
| ---------------------------- | -------------------- | ------------------------------------- | ------------------------------------- |
| {\displaystyle 0}            | {\displaystyle +}    | {\displaystyle 100\%}                 | {\displaystyle 0\%}                   |
| {\displaystyle 0}            | {\displaystyle -}    | {\displaystyle 0\%}                   | {\displaystyle 100\%}                 |
| {\displaystyle 1}            | {\displaystyle +}    | transició prohibida                   | transició prohibida                   |
| {\displaystyle 1}            | {\displaystyle -}    | transició prohibida                   | transició prohibida                   |
| {\displaystyle 2,4,6,\dots } | {\displaystyle +}    | {\displaystyle \geq 50\%}             | {\displaystyle \leq 50\%}             |
| {\displaystyle 2,4,6,\dots } | {\displaystyle -}    | {\displaystyle 0\%}                   | {\displaystyle 100\%}                 |
| {\displaystyle 3,5,7,\dots } | {\displaystyle +}    | {\displaystyle 50\%}                  | {\displaystyle 50\%}                  |
| {\displaystyle 3,5,7,\dots } | {\displaystyle -}    | transició prohibida                   | transició prohibida                   |

## Conseqüències
El teorema té diverses conseqüències en física de partícules. Per exemple:
- El mesó ρ no pot desintegrar-se en dos fotons, a diferència del pió neutre, que gairebé sempre decau en aquest estat final (98.8% de probabilitat).[1]
- El bosó Z no pot decaure en dos fotons.
- La desintegració del bosó de Higgs en dos fotons, observada amb la seva descoberta el 2012, indica que aquest bosó escalar no pot tenir espín 1.[2][3]